# العلاقات الدومينيكية السيشلية
العلاقات الدومينيكية السيشلية هي العلاقات الثنائية التي تجمع بين دومينيكا وسيشل.

## مقارنة بين البلدين
هذه مقارنة عامة ومرجعية للدولتين:
| وجه المقارنة                                              | دومينيكا              | سيشل                                                |
| --------------------------------------------------------- | --------------------- | --------------------------------------------------- |
| المساحة (كم2)                                             | 751                   | 459                                                 |
| عدد السكان (نسمة)                                         | 73.92 ألف             | 95.84 ألف                                           |
| الكثافة السكانية (ن./كم²)                                 | 9.84 ألف              | 20.88 ألف                                           |
| العاصمة                                                   | روسو                  | فيكتوريا                                            |
| اللغة الرسمية                                             | لغة إنجليزية          | لغة فرنسية، لغة إنجليزية، اللغة الكريولية السيشيلية |
| العملة                                                    | دولار شرق الكاريبي    | روبية سيشلية                                        |
| الناتج المحلي الإجمالي (بليون دولار)                      | 562.54 مليون          | 1.49 مليار                                          |
| الناتج المحلي الإجمالي (تعادل القوة الشرائية) بليون دولار | 789.63 مليون          | 2.54 مليار                                          |
| الناتج المحلي الإجمالي الاسمي للفرد دولار أمريكي          | 7.12 ألف              | 15.48 ألف                                           |
| الناتج المحلي الإجمالي للفرد دولار أمريكي                 | 10.88 ألف             | 26.42 ألف                                           |
| مؤشر التنمية البشرية                                      | 0.724                 | 0.772                                               |
| رمز المكالمات الدولي                                      | +1767                 | +248                                                |
| رمز الإنترنت                                              | .dm                   | .sc                                                 |
| المنطقة الزمنية                                           | 00، توقيت أطلنطي موحد | ت ع م+04:00                                         |

## منظمات دولية مشتركة
يشترك البلدان في عضوية مجموعة من المنظمات الدولية، منها:
| علم المنظمة | اسم المنظمة                                 | تاريخ انضمام دومينيكا | تاريخ انضمام سيشل |
| ----------- | ------------------------------------------- | --------------------- | ----------------- |
|             | يونسكو                                      | 9 يناير 1979          | 18 أكتوبر 1976    |
|             | وكالة ضمان الاستثمار متعدد الأطراف          | 7 أكتوبر 1991         | 15 سبتمبر 1992    |
|             | الأمم المتحدة                               | 18 ديسمبر 1978        | 21 سبتمبر 1976    |
|             | مجموعة دول أفريقيا والكاريبي والمحيط الهادئ | ?                     | ?                 |
|             | دول الكومنولث                               | ?                     | 1976              |
|             | الاتحاد البريدي العالمي                     | ?                     | ?                 |
|             | البنك الدولي للإنشاء والتعمير               | 29 سبتمبر 1980        | 29 سبتمبر 1980    |
|             | الاتحاد الدولي للاتصالات                    | 28 أكتوبر 1996        | 17 سبتمبر 1999    |
|             | منظمة حظر الأسلحة الكيميائية                | ?                     | 29 أبريل 1997     |
|             | مؤسسة التمويل الدولية                       | 29 سبتمبر 1980        | 11 يونيو 1981     |
|             | تحالف الدول الجزرية الصغيرة                 | ?                     | ?                 |
|             | منظمة الشرطة الجنائية الدولية               | ?                     | 1 سبتمبر 1977     |

## وصلات خارجية
- موقع وزارة الخارجية السيشلية